# I Dzsungi
I Dzsungi (hangul: 이준기, handzsa: 李準基, RR: Lee Joon-gi, Lee Joon-ki, Lee Jun Ki; Puszan, 1982. április 17.–) dél-koreai színész, énekes és modell, akit tipikus kkonminamként („virágfiú”) tartanak számon. 2005-ben A király és a bohóc című filmben hívta fel először magára a figyelmet, alakításáért számos rangos filmes díjat elnyert. Ismertebb televíziós sorozatai közé tartozik az Ildzsime, az Arang and the Magistrate, illetve a Two Weeks.

## Élete és pályafutása

### Kezdetek
Puszanban született, egy húga van. Édesapja harcművészeti oktatásra íratta be, hogy fegyelmet tanuljon, mert rendkívül engedetlen gyerek volt, aki bandákhoz csapódott.
A középiskolában kezdte el érdekelni a színészet, egy Hamlet-előadást követően. Egy barátja segítségével utazott Szöulba, hogy felvételizzen a Szöuli Művészeti Intézetbe, amit édesapja erősen ellenzett. Számos munkát vállalt, például pincérkedett és egy alagsori szobában élt jó ideig. Elmondása szerint a napi munkába annyira belefásult, hogy szinte el is felejtette, hogy azért ment Szöulba, hogy színész legyen. Összeszedte a bátorságát és elkezdett meghallgatásokra járni, ám rengeteg helyről elutasították.
I végül a Mentor Entertainmenthez szerződött és hamarosan megkapta első filmszerepét a The Hotel Venus című, koreai nyelvű japán filmben, majd kisebb szerepeket kapott televíziós sorozatokban és mozifilmekben.

### 2005:A király és a bohóc

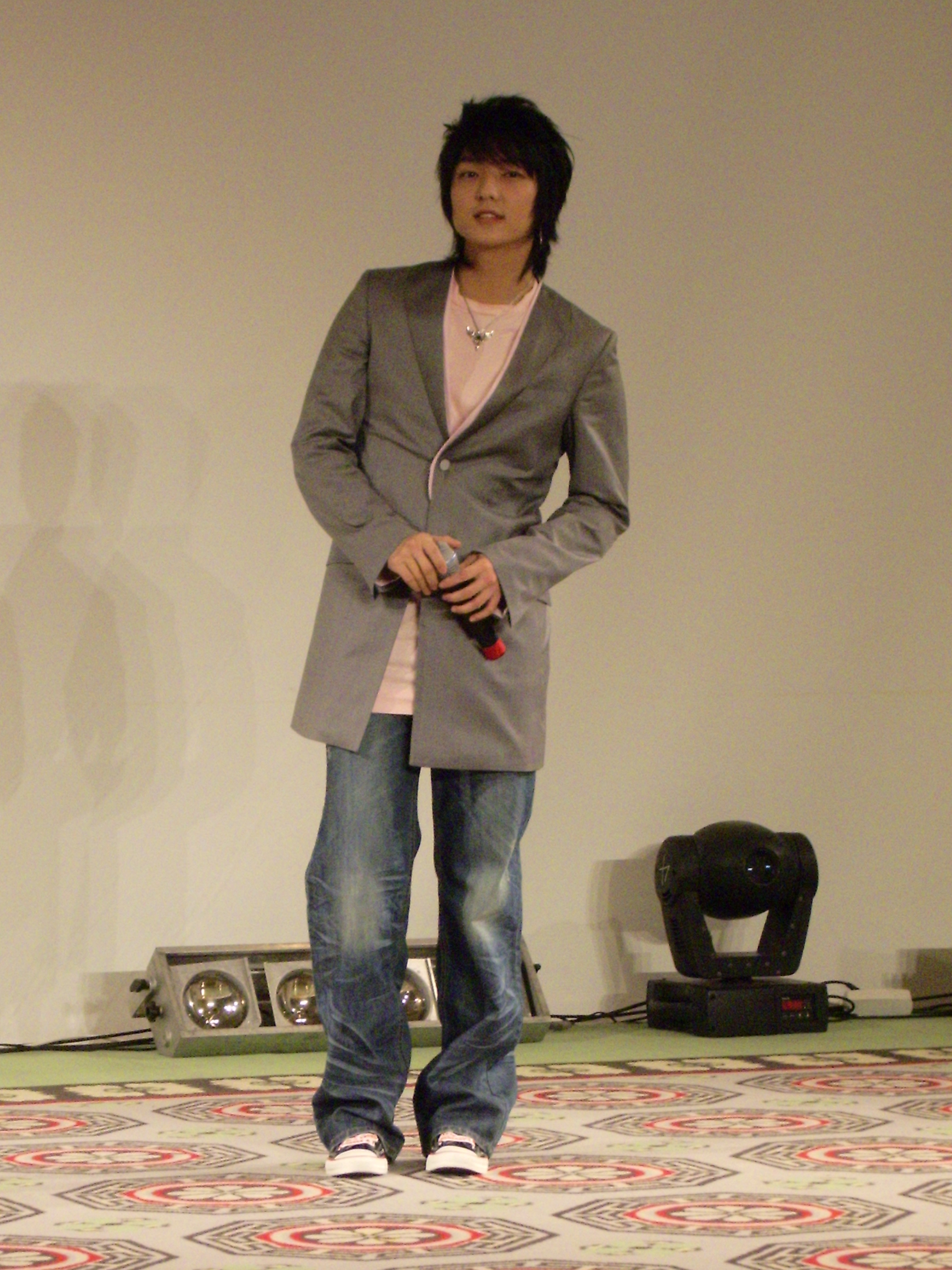
I Dzsungi A király és a bohóc rajongói találkozóján Csedzsu szigetén

A színész számára a kitörést A király és a bohóc című film jelentette 2005-ben, melyben egy feminin vonásokkal rendelkező kötéltáncos bohócot alakított, akibe a király beleszeret. A film bemutatóját követően a színész kkonminam-ikonná vált. Az alkotás maga nagy sikert aratott, 12,3 millió jegyet adtak el rá a koreai mozikban, és számos díjra jelölték, valamint Dél-Korea ezt a filmet indította a 2006-os legjobb idegen nyelvű filmnek járó Oscar-díjért.
A film kapcsán I erősen ellenezte a filmes kvóta megfelezését, amely meghatározza, hogy egy évben a mozik hány napon át kötelesek hazai, illetve külföldi filmeket vetíteni. A színész szerint A király és a bohóc nem lehetett volna olyan sikeres, ha az új, felezett kvótarendszerben vetítették volna.
I még A király és a bohóc bemutatása előtt kötött szerződést a Fly, Daddy, Fly című filmre, amiért alacsonynak számító, 100 millió vonos (kb. 20 millió forintos) gázsit kapott, mivel a szerződés kötésekor még jórészt ismeretlen színész volt.

### 2006–2007: Nemzetközi hírnév
I Dzsungi a nemzetközi porondon is jól szerepelt, a 19. Tokiói Nemzetközi Filmfesztivál szervezői maguk hívták meg és „top sztárnak” kijáró fogadtatásban részesült, mind a rajongók, mind a japán média részéről. 2007-ben koreai-japán koprodukciós filmet forgatott Virgin Snow címmel, partnere Mijazaki Aoi volt. A film 9. helyen végzett a sikerlistán és új rekordot állított fel Japánban koreai filmek terén. A Hawaii Nemzetközi Filmfesztiválon I „Felemelkedőben lévő sztár”-díjat kapott.
Első főszerepét a Keva nuktei sigan című akciósorozatban játszotta, mely a Yahoo! Korea és Yahoo! Japan közösen végzett felmérésében a 27 millió szavazat 59,9%-ával a legnépszerűbb koreai sorozat lett és I pedig egyben a legnépszerűbb színész is lett.

### 2008–2009:Ildzsimeés szerződésproblémák

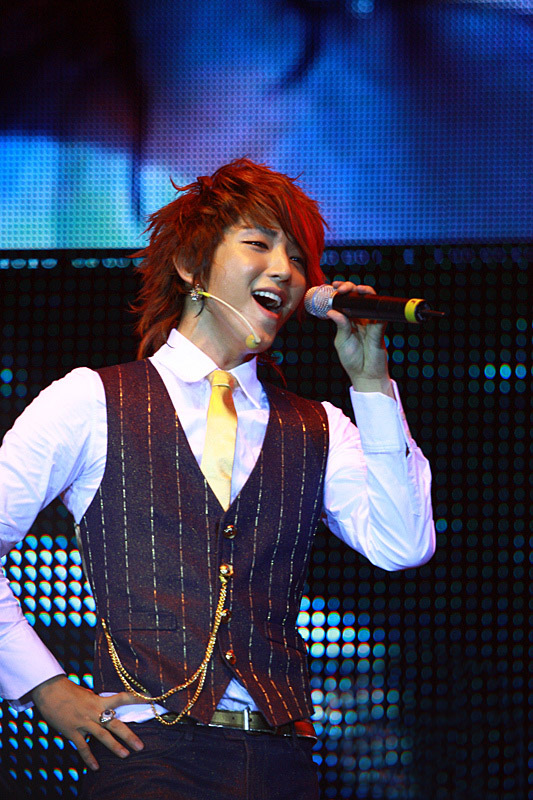
I Dzsungi Sanghajban

2008 tavaszán I Dzsungi az SBS csatorna Ildzsime című sorozatában alakította a címszereplő Robin Hood-szerű karaktert. A sorozatot 30% fölötti nézettséggel vetítették és számos díjat hozott Inek, japánban is tévéképernyőre került. Népszerűségének köszönhetően Sanghajban és Hangcsouban szerveztek neki rajongói találkozót, 10 000 fő részvételével.
2008 szeptemberében I összetűzésbe került a Mentor Entertainmenttel, akik 2004 óta képviselték ügynökségként és akikkel öt évre szóló exkluzív szerződést írt alá. A cég 500 millió vonos (kb. százmillió forintos) pert indított a színész ellen szerződésszegés vádjával, mivel I saját menedzsmentcéget hozott létre menedzserével. I úgy nyilatkozott, a Mentor Entertainment munkamódszere és profitelosztási módja miatt jelentős anyagi károkat szenvedett el és a szerződés-felbontási szándékáról már februárban értesítette az ügynökséget.
2009 novemberében az MBC Hero című vígjátéksorozatban játszott.

### 2010–2012: Sorkatonai szolgálat
2010 februárjában I a menedzsere által létrehozott JG Company-hoz szerződött, mely kizárólagosan az ő menedzselését látta el.
2010. május 3-án I bevonult letölteni kötelező sorkatonai szolgálatát, miután nem sikerült halasztást kérnie. A hadügyminisztérium annak ellenére tagadta meg a kérelmet, hogy a színész éppen a Grand Prix című filmet forgatta Kim Thehivel és már leszerződött a Faith című sorozatra is, amelyet végül I Minho főszereplésével mutattak be. I kénytelen volt mindkét projektből kilépni és azonnali hatállyal bevonulni.
Augusztusban I és Csu Dzsihun a hadügyminisztérium és a nemzeti musicalegyesület közös musicaljében, a Voyage of Life-ban szerepelt, amit a koreai háború 60. évfordulójára készítettek. 21 hónap után, 2012. február 16-án szerelt le.

### 2012–
2012 májusában tért vissza a képernyőre Sin Mina színésznő partnereként az Arang and the Magistrate című sorozatban. Szeptemberben Lee Joon Gi's JG Style címmel az Mnet Japan valóságshowt forgatott Dzsungi visszatéréséről a szórakoztatóiparba, a műsor a Skapa Award díjkiosztón nagydíjat kapott a koreai hullám kategóriában.
2013-ban I a Two Weeks című televíziós sorozatban játszott főszerepet. 2014-ben a Namoo Actors menedzsmentcéghez csatlakozott, majd elvállalta a KBS csatorna Joseon Gunman című sorozatának főszerepét. Ezt egy fúziós szaguk (sageuk) követte, a Scholar Who Walks the Night, melyben egy vámpírt alakított.
2015-ben kínai filmet forgatott Never Said Goodbye címmel. Ugyanebben az évben szerepet kapott a A Kaptár – Utolsó fejezet című amerikai filmben.
2016-ban a Moon Lovers: Scarlet Heart Ryeo című televíziós sorozatban játszott főszerepet.

## Magánélete
I Dzsungi a thekkjon, dzsúdzsucu, thai boksz és a taekwondo harcművészetek gyakorlója, utóbbiból feketeöves. Harcművészeti tudása folytán ritkán van szüksége kaszkadőrre a harcjelenetekben, az egyik legelismertebb koreai akciósztár.

## Filmográfia

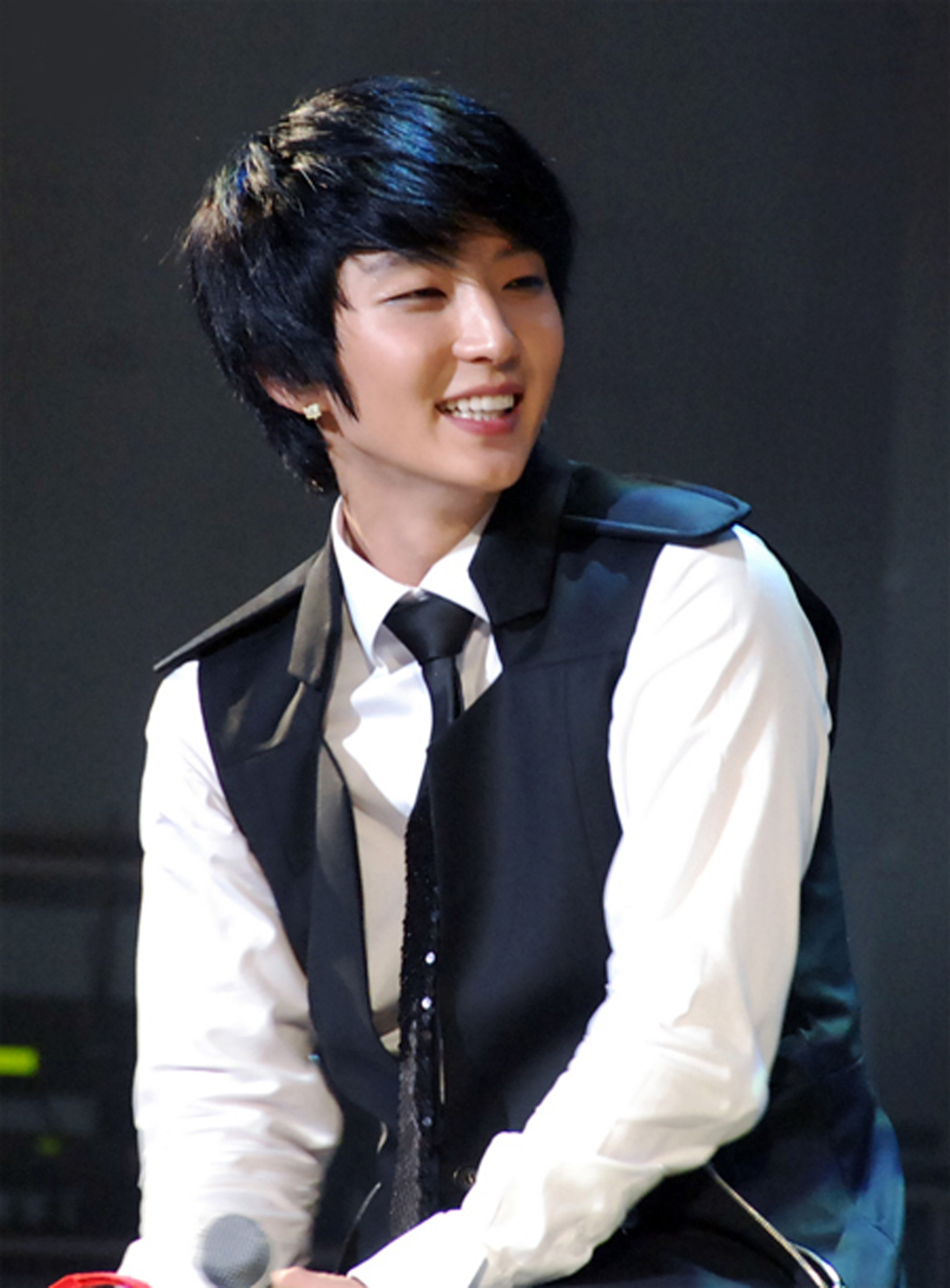
I Dzsungi 2010-ben, a születésnapi rajongói találkozóján

### Televízió

#### Televíziós sorozatok
- Nonstop 4 (vendégszereplő) (MBC, 2003)
- Drama City: What Should I Do? (KBS2, 2004)
- Star’s Echo (MBC, 2004)
- My Girl (SBS, 2005)
- The 101st Proposal (cameo) (SBS, 2006)
- Time Between Dog and Wolf (MBC, 2007)
- Ildzsime (SBS, 2008)
- Hero (MBC, 2009)
- Arang and the Magistrate (MBC, 2012)
- Two Weeks (MBC, 2013)
- Joseon Gunman (KBS, 2014)
- Scholar Who Walks the Night (MBC, 2015)
- Moon Lovers: Scarlet Heart Ryeo (SBS, 2016)
- Criminal Minds (tvN, 2017)
- Lawless Lawyer (tvN, 2018)
- Hotel del Luna (tvN, 2019; cameo)
- Flower of Evil (tvN, 2020)
- Again My Life (SBS, 2022)
- Arthdali krónikák 2. évad (tvN, 2023)

#### Egyéb
- tvN World special "LOVE" - Indonesia with Lee Jun Ki and Kim Ha Neul (2009; dokumentumfilm)
- Lee Joon Gi's JG Style - Mnet Japan (2012; valóságshow)
- SBS Family Outing (48-49. epizód; varietéműsor)
- SBS Healing Camp, Aren't You Happy (79. epizód; talkshow)[55][56]
- SBS Running Man (314. epizód, versenyző)

### Filmek
- The Hotel Venus (2004)
- Flying Boys (2004)
- A király és a bohóc (2005)
- Fly, Daddy, Fly (2006)
- May 18 (2007)
- Virgin Snow (2007)
- Never Said Goodbye (2016)
- A Kaptár – Utolsó fejezet (2017)

## Musical
- Voyage of life (2010)[57]

## Diszkográfia

### Albumok
| Év   | Cím                       | Számlista |
| ---- | ------------------------- | --- |
| 2006 | My Jun, My Style          | 1. One Word 2. Don't Know Love 3. Foolish Love                                                                                  |
| 2006 | Nam Hjondzsun: One & Only | 1. Fly High feat. Szo Injong |
| 2009 | J Style                   | 1. J Style 2. Soliloquy 3. I'm Ready (2009) 4. The Giving Tree 5. Fiery Eyes (japán verzión)                                    |
| 2012 | Deucer                    | 1. Together 2. The Rain 3. Born Again 4. Sweet Memory                                                                           |
| 2013 | CBC / Case by Case        | 1. The Answer (Intro) 2. Tonight 3. Case By Case 4. Closer 5. Lost Frame                                                        |
| 2013 | My Dear                   | 1. Fever 2. My Dear 3. 아낌없이 주는 나무 (New Ver.) 4. 바보사랑 (New Ver.) 5. Fiery Eyes (New Ver.)                            |
| 2014 | Exhale                    | 1. Ma Lady 2. U 3. For A While 4. Bring Da Beat (Feat. Ju Szungcshan (Yoo Seung-chan) 5. Ma Lady (Inst.) 6. For A While (Inst.) |

### Filmzene
- 2012: One Day: Arang and the Magistrate OST part 6[59]

## Díjai és elismerései
| Év   | Díj |
| ---- | --- |
| 2006 | - 27. Blue Dragon Film Awards: - Népszerűség-díj (Kang Szongjonnal), A király és a bohóc - Legjobb páros (Kam Uszonggal), A király és a bohóc - 5. Korea Film Awards: Legjobb új színész, A király és a bohóc - 43. Daejong Film Festival: - Legnépszerűbb színész külföldön, A király és a bohóc - Népszerűség-díj, A király és a bohóc - Legjobb új színész, A király és a bohóc - 42. Paeksang Arts Awards: - Legjobb új színész, A király és a bohóc - 'In style' Fashion Award - Netizen's Choice Awards: Legjobb új színész, A király és a bohóc - Max Movie: Legjobb színész, A király és a bohóc |
| 2007 | - 10. Sanghaji Nemzetközi Filmfesztivál: Külföldi sztár - 27. Hawaii Nemzetközi Filmfesztivál: Felemelkedőben lévő sztár - MBC Drama Awards: Kiválóság-díj, Keva nuktei sigan - China Fashion Awards: Az év dél-koreai művésze - Andre Kim Star Award: Új tehetség-díj - 43. Paeksang Arts Awards: Népszerűség-díj |
| 2008 | - A Seoul Hallyu Festival tiszteletbeli nagykövete - Seoul Drama 2008: Legnépszerűbb színész, Time Between Dog and Wolf - SBS Drama Awards: - Kiválóság-díj, Ildzsime - Internetes népszerűségi díj, Ildzsime - Top 10 Sztár, Ildzsime |
| 2009 | - A Korea Tourism Organization (KTO) tiszteletbeli nagykövete - Mnet 20's Choice Awards: Népszerű férfi-díj - MBC Drama Awards: Közönségdíj, Hero |
| 2012 | - Skapa Award 2012: Koreai Hullám Nagydíj, Lee Joon Gi's JG Style - MBC Drama Awards: Legjobb páros (Sin Minával), Arang and the Magistrate |
| 2013 | - Seoul International Drama Awards - Hallyu Drama kategória: Legjobb színész, Arang and the Magistrate - 2013 APAN Star Awards: Legjobb férfi főszereplő, Two Weeks |

## Fordítás
- Ez a szócikk részben vagy egészben  a   Lee Joon-gi című angol Wikipédia-szócikk fordításán alapul.  Az eredeti cikk szerkesztőit annak laptörténete sorolja fel. Ez a jelzés csupán a megfogalmazás eredetét és a szerzői jogokat jelzi, nem szolgál a cikkben szereplő információk forrásmegjelöléseként.